# ミゲル・カント
ミゲル・カント（Miguel Canto、1948年1月30日 - ）は、メキシコの男性プロボクサー。ユカタン州メリダ出身。元WBC世界フライ級王者。マエストロ（Maestro：指揮者）の異名をもつ。

## 来歴
1969年2月5日、プロデビュー（3回TKO負け）。
1970年4月29日、ユカタン州フライ級王座に挑戦するが、10回判定で引き分け王座奪取ならず。
1970年5月27日、ユカタン州フライ級王座に再挑戦し、12回判定勝ち。王座獲得に成功。その後、1度の防衛に成功。
1972年1月22日、メキシコ・フライ級王座決定戦に出場し、12回判定勝ち。王座獲得に成功し、その後3度の防衛を果たす。
1973年8月4日、メキシコ王座在位のまま40戦目で世界初挑戦。ベツリオ・ゴンザレス（ベネズエラ）と空位のWBC世界フライ級王座を争うも、15回判定負け。王座獲得ならず。
その後、メキシコ王座の防衛回数を5に伸ばす。
1975年1月8日、世界再挑戦。前年10月にゴンザレスを降してWBC世界フライ級王者に輝いた小熊正二に挑み、15回判定勝ち。47戦目にして念願の世界王者に輝く。その後、世界初挑戦で敗れたゴンザレス、元WBA世界フライ級王者花形進、前王者小熊等の挑戦を退け、世界フライ級史上最多（当時）となる14度の防衛に成功。
1979年3月18日、15度目の防衛戦。敵地で朴賛希（韓国）と対戦し、15回判定負け。4年あまり保持してきた王座を手放した。9月9日、雪辱・世界王座奪回を懸け朴と再戦するが、15回判定で引き分け。王座返り咲きはならなかった。
その後、元WBC世界ジュニアフライ級（現:ライトフライ級）王者金性俊（韓国）と対戦し、10回判定勝ち。後のWBC世界フライ級王者ガブリエル・ベルナル（メキシコ）とは2度戦い、1勝1敗。しかし、その後は3戦連続KO負けを喫し、1982年に現役を引退した。
ミゲル・カントのトレーナー、ヘスス・リベロはゴールデンボーイオスカー・デ・ラ・ホーヤのトレーナーを務めたことでも知られる。その期間はオリンピック金メダル後のプロ入りからパーネル・ウィテカー戦後まで。

## 獲得タイトル
- WBC世界フライ級王座